# 七郷神社 (川口市)
七郷神社（ななさとじんじゃ）は、埼玉県川口市の神社。

## 歴史
創建年代は不明である。ただ別当寺だった西光院を創建した叡雅から第3世住職の長雅までの間（戦国時代末期から江戸時代前期）に創建されたものと推測される。
1873年（明治6年）、近代社格制度に基づく「村社」に列せられ、1907年（明治40年）の神社合祀により、周辺の6神社が合祀された。七つの集落（郷）の神社が合祀されたことから、「氷川神社」から「七郷神社」に改称した。

## 交通アクセス
- 東川口駅より徒歩11分。